# جورج كيلي (لاعب كرة قدم)
جورج كيلي (بالإنجليزية: George Kelly)‏ (29 يونيو 1933 بأبردين في المملكة المتحدة - 1 يناير 1998) هو لاعب كرة مضرب ولاعب كرة قدم بريطاني في مركز مهاجم داخلي. لعب مع ستوك سيتي وستوكبورت كونتي وكارديف سيتي ونادي أبردين وBanks o' Dee F.C. ‏.